# تپه باغ جعفرخان
تپه باغ جعفرخان در شهرستان مانه و سملقان، بخش سملقان، دهستان آلمه، ۲۰۰ متری جنوب غرب روستای درکش واقع شده و این اثر در تاریخ ۱۸ شهریور ۱۳۸۷ با شمارهٔ ثبت ۲۳۱۹۶ به‌عنوان یکی از آثار ملی ایران به ثبت رسیده است.